# Verwaltungsgliederung Österreichs

Verwaltungsgliederung Österreichs

Die Verwaltungsgliederung Österreichs ist die vertikale administrative Struktur der Republik Österreich.
Oberste Verwaltungseinheit der föderal organisierten Republik ist der Bund, danach folgen Bundesländer, Bezirke und Gemeinden. Bund, Bundesländer und Gemeinden sind Gebietskörperschaften, und als solche Rechtspersonen. Die Bezirke sind reine Verwaltungseinheiten von Bund und Bundesländern und haben keine Selbstverwaltungskompetenzen.

## Bund
In Österreich liegt der Schwerpunkt der öffentlichen Verwaltung der Gebietskörperschaften traditionell beim Bund. Diesem sind die wichtigsten Kompetenzen durch die Bundesverfassung durch taxative Enumeration mit Generalklausel übertragen. Er verfügt als einzige Verwaltungsebene über Organe in allen drei Branchen des Staatsaufbaus. Die Gesetzgebung wird durch den Nationalrat und den Bundesrat wahrgenommen. Die obersten Verwaltungsorgane des Bundes sind der Bundespräsident, der Bundeskanzler, die Bundesminister (Art. 69 B-VG). Alle Organe der Gerichtsbarkeit sind – mit Ausnahme der Landesverwaltungsgerichte der einzelnen Bundesländer – Organe des Bundes.
Unterhalb des Bundes funktioniert die politische Gliederung Österreichs nach Gebietskörperschaften folgendermaßen:
- 09 Bundesländer
- 94 Bezirke (Stand: 1. Jänner 2017)
  - 15 Statutarstädte (keine Bezirkshauptmannschaft, stattdessen ein Magistrat)
  - 79 Bezirke (mit Bezirkshauptmann/-frau)[1]
    - 1 Politische Expositur (Außenstelle einer Bezirkshauptmannschaft)
- 2093 Gemeinden (Stand: 1. Jänner 2022)
  - 1121 (einfache) Gemeinden
  - 0771 Marktgemeinden (Stand: 1. Jänner 2020)
  - 0201 Städte
    - davon 186 Stadtgemeinden (Städte ohne eigenes Statut)
    - davon 015 Statutarstädte (Städte mit eigenem Statut)

## Länder

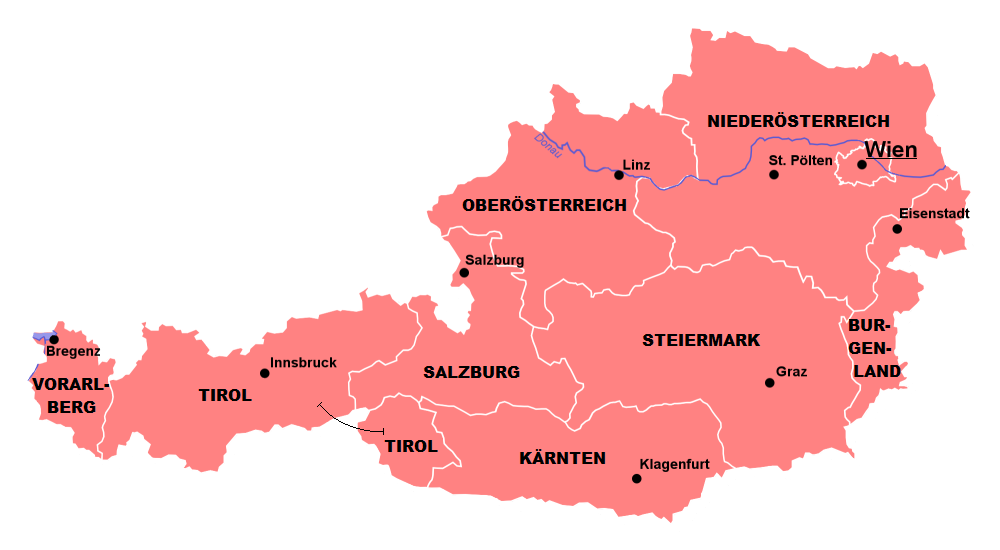
Die Bundesländer Österreichs

Österreich ist ein Bundesstaat. Er gliedert sich in neun Bundesländer. Diese verfügen über eigene Landesregierungen, die die Landesverwaltung besorgen. Im Zuge der mittelbaren Bundesverwaltung nehmen die Landesregierungen auch Agenden der Bundesverwaltung wahr, sind in diesen Belangen aber gegenüber der Bundesverwaltung weisungsgebunden.
| # | Bundesland       | Hauptstadt               |
| - | ---------------- | ------------------------ |
| 1 | Burgenland       | Eisenstadt               |
| 2 | Kärnten          | Klagenfurt am Wörthersee |
| 3 | Niederösterreich | Sankt Pölten             |
| 4 | Oberösterreich   | Linz                     |
| 5 | Salzburg         | Salzburg                 |
| 6 | Steiermark       | Graz                     |
| 7 | Tirol            | Innsbruck                |
| 8 | Vorarlberg       | Bregenz                  |
| 9 | Wien             | Wien                     |

## Bezirke
Eine weitere Verwaltungsebene in den Ländern bilden die Bezirksverwaltungsbehörden (Bezirkshauptmannschaften und Städte mit eigenem Statut). Im Gegensatz zu den deutschen Kreisen haben sie aber keinen autonomen Wirkungsbereich. Die Bezirkshauptmannschaften sind Behörden der Landesverwaltung, die durch einen von der Landesregierung ernannten Bezirkshauptmann geleitet werden. Eine Demokratisierung der Bezirksverwaltungsbehörden – etwa durch die Direktwahl des Bezirkshauptmannes – wurde bereits im Jahr 1919 diskutiert, jedoch letztendlich nicht umgesetzt. In den Statutarstädten fällt die Bezirksverwaltung mit der Gemeindeverwaltung zusammen. Der Bürgermeister ist dann zugleich Bezirksverwaltungsbehörde, wobei er seine Aufgaben in der Regel an den Magistrat delegiert hat.

## Gemeinden
Die untersten Verwaltungseinheiten sind die Gemeinden. Sie besorgen die ihnen übertragene kommunale Selbstverwaltung. Angelegenheiten der Bauordnung oder der örtlichen Sicherheitspolizei gehören etwa zu ihrem Aufgabenbereich, die sie durch die gewählten Gemeinderäte und Gemeindevertreter sowie den Bürgermeister besorgen. Die Gemeinden sind reine Verwaltungseinheiten ohne legislative Kompetenzen.
Anders als etwa in Deutschland bestehen flächendeckend Gemeinden, denn nach Art. 116 B-VG muss „jedes Grundstück zu einer Gemeinde gehören“.

## Ortsteile
Weitere Unterteilungen wie etwa in Ortsteile (Gemeindeteile, Ortsgemeinden, Ortsverwaltungsteile, Ortschaften, Stadtteile), sind vom Gesetzgeber nicht vorgeschrieben, aber in der Kommunalverwaltung durchaus üblich. Deren Ortsvorsteher besorgen aber meist nur sehr eingeschränkte Aufgabenbereiche und sind gegenüber den Gemeindeorganen häufig weisungsgebunden.
Einzig in den 23 Wiener Gemeindebezirken und 17 Grazer Stadtbezirken bestehen auf Gemeinde- bzw. Stadtbezirksebene allgemeine Vertretungskörper, das heißt gewählte, politische Versammlungen in Form der Bezirksvertretungen (in Graz Bezirksräte genannt). Obwohl die Bezirksvertretungen der Wiener und Grazer Bezirke bestimmte Aufgaben selbstständig wahrnehmen, können diese durch Statutarrecht begründeten Organe weder mit der Bezirksverwaltungsbehörde eines politischen Bezirks, noch mit dem Gemeinderat übriger Gemeinden verglichen werden.

## Sonderfall Wien
Wien stellt in der österreichischen Verwaltungsgliederung einen Sonderfall dar. Es ist sowohl Bundesland als auch Statutarstadt (und damit zugleich Bezirksverwaltungsbehörde und politische Gemeinde), besorgt also zugleich die Ebenen Landes-, die Bezirks- und die Gemeindeagenden.
Die Landes- und die Gemeindeverwaltung sind formell strikt getrennt, doch sind die handelnden Personen immer dieselben. Der Wiener Bürgermeister ist kraft seines Amtes zugleich Landeshauptmann. Der Wiener Gemeinderat ist kraft seines Amtes auch Wiener Landtag – den Vorsitz führen jedoch in den Gemeinderatssitzungen und in den Landtagssitzungen unterschiedliche Personen. 

## Weitere bundesweite Raumgliederungen der öffentlichen Verwaltung
Neben der Verwaltungsgliederung im eigentlichen Sinne gibt es in Österreich noch weitere administrative, funktionale und politische Gliederungstrukturen:
- Gerichtsbezirke – die örtliche Zuständigkeit der Bezirksgerichte (Gliederung der Judikative)
- Landeswahlkreise (Landtagswahlen), Regionalwahlkreise (Nationalratswahlordnung 1992) und andere Wahlkreise, sowie Wahlsprengel als kleinste Einheit – die auf bevölkerungsmäßige Gleichmäßigkeit ausgelegten Zähleinheiten des politischen System Österreichs

- Amtliche Statistik → NUTS-Einheiten der EU-Statistik (NUTS:AT):
  - NUTS-1 – die drei Gruppen von Bundesländern (Westösterreich, Ostösterreich, Südösterreich) → Bundesländer
  - NUTS-2 – Gruppen von Bezirken → Politische Bezirke und Statutarstädte
  - NUTS-3 – Gemeinden → Zählbezirke (in Wien: Zählgebiete) → Statistische Zählsprengel

- Arbeitsmarktbereiche des Arbeitsmarktservice Österreich, AMS (Arbeitsmarktverwaltung)
- Finanzamtsbereiche – die örtliche Zuständigkeit der Finanzverwaltung
- Gemeindeverbände – Gemeinden können sich zur Besorgung einzelner Aufgaben des eigenen Wirkungsbereiches durch Vereinbarung zu Gemeindeverbänden zusammenschließen
- Gesundheitssprengel (auch „Sanitätssprengel“, „Arztsprengel“) – Sprengelärzte besorgen für die Gemeinden als örtliche Gesundheitsbehörde die fachlichen Angelegenheiten des öffentlichen Gesundheitsdienstes; Sanitätskreis mit Kreisarzt im Burgenland
- Katastralgemeinden sind jeweils die Teile des Staatsgebiets, für die ein Grundbuch angelegt ist. Gesetzlich ist bestimmt, dass jede Katastralgemeinde zu genau einer politischen Gemeinde gehören muss. Damit sind sie die kleinste verwaltungsmäßige Untergliederung des Staatsgebiets.
- Kehrgebiete sind durch Verordnung des Landeshauptmannes festgelegte Gemeindegebiete, die aufgrund der Gewerbeordnung – nach Abhörung der Wirtschaftskammer, Landesinnung der Rauchfangkehrer, und der berührten Gemeinden – zu einem Kehrgebiet zusammengefasst werden (Beispiel Tirol: ).
- Landwirtschaftliche Produktionsgebiete – Österreich ist von der Bundesanstalt für Agrarwirtschaft in 8 landwirtschaftliche Hauptproduktionsgebiete (HPG) untergliedert, diese in insgesamt 87 Kleinproduktionsgebiete (KPG)[4]
- Ortschaften des amtlichen Ortsverzeichnisses, Begriffsfestlegung von Ortsgebiet und Geschlossene Ortschaft auf kleinster Ebene
- Postleitzahlengebiete
- Schulsprengel
- Siedlungseinheiten (SE) – von der Statistischen Kommission der Vereinten Nationen eingeführte (weltweit) kleinste vergleichbare geographische Einheiten[5]
- Standesamts- und Staatsbürgerschaftsverbände für mehrere Gemeinden
- Tourismusregionen → Tourismusverbände – nach den Landestourismusgesetzen

## Regionale Raumgliederungen
- Kleinregionen in Niederösterreich
- Kleinregionen der Steiermark
- Planungsverband (Tirol)

Die Viertel Niederösterreichs und Oberösterreichs und die historischen Viertel der Steiermark sind nicht unmittelbar Teil der Verwaltungsgliederung, doch nehmen beispielsweise die Wahlkreiseinteilungen auf sie Bezug.